# Sylvophenoptera
Sylvophenoptera – wymarły rodzaj owadów z rzędu Reculida i rodziny Sylvaphlebiidae. W zapisie kopalnym znany z permu, z terenu Rosji.
Owady te były niewielkie, o długości przedniego skrzydła od 10,5 do około 14 mm. Ich czworokątne przedplecze miało wąskie paranotalia. Śródplecze było tak szerokie jak długie, a zaplecze dłuższe niż szersze. Wydłużone przednie skrzydło miało prosty brzeg przedni, lekko wypukły tylny, zaokrąglony wierzchołek, a pole subkostalne węższe od kostalnego. Jego użyłkowanie cechowały: zakończona w okolicy środka długości skrzydła żyłka subkostalna, żyłka M5 łącząca u nasady skrzydła żyłkę medialną z przednią żyłką kubitalną, a ta ostatnia najpierw prosta, a dalej rozwidlona. Tylne skrzydło miało prosty przedni brzeg, sektor radialny zespolony z przednią żyłkę medialną oraz długie, faliste żyłki poprzeczne między tylną żyłką medialną a dwugałęzistą przednią żyłką kubitalną. Masywny odwłok zaopatrzony był w krótkie przysadki odwłokowe i dość długie, grube pokładełko.
Rodzaj ten opisany zostały w 2004 roku przez Aristowa. Nadana nazwa rodzajowa pochodzi od rzeki Syłwa i nazwy rodzajowej Phenoptera. Do rodzaju tego zalicza się dwa opisane gatunki:
- Sylvophenoptera fimbriata Aristov, 2004 – jego skamieniałość odnaleziono w piętrze kunguru, w Czekardzie, na terenie Kraju Permskiego. Owad ten miał przednie skrzydła długości około 14 mm. W ich użyłkowaniu odznaczały się: sektor radialny biorący początek w nasadowej ćwiartce skrzydła i niezespolony z przednią żyłką medialną, przednia żyłka kubitalna rozgałęziająca się w nasadowej ⅓ skrzydła oraz 2–3 rzędy żyłek poprzecznych na większości pól[1].
- Sylvophenoptera perlongata Aristov, 2004 – jego skamieniałość odnaleziono w piętrze kunguru, w Czekardzie na terenie Kraju Permskiego w Rosji. Owad ten miał ciało długości 8 mm, a przednie skrzydła długości 10,5 mm. W ich użyłkowaniu odznaczały się: sektor radialny biorący początek w nasadowej ⅓ skrzydła i tworzący zespolenie z przednią żyłką medialną oraz przednia żyłka kubitalna rozgałęziająca się w połowie skrzydła[1].